# Драйден, Джон
 Джон Дра́йден  (англ. John Dryden; 19 августа 1631 года, Олдвинкл, графство Нортгемптоншир — 12 мая 1700 года, Лондон) — английский поэт, драматург, критик, баснописец, сделавший основным размером английской поэзии александрийский стих и более других способствовавший утверждению в английской литературе эстетики классицизма. Его влияние на современников было настолько всеобъемлюще, что период с 1660 по 1700 год в истории английской литературы принято именовать «веком Драйдена».
Джон Драйден был одним из первых членов Лондонского королевского общества (1663).

## Биография
Джон Драйден родился 19 августа 1631 года в Олдвинкл (графство Нортгемптоншир), учился в Вестминстерской школе и в Тринити-колледже (Кембридж). Всю жизнь занимался литературным творчеством. Писал стихи, драмы, прозу. Много переводил с французского и латыни (в том числе «Энеиду»). В эстетическом отношении придерживался образцов французского классицизма (Буало, Мольер, Лафонтен).
В молодости Драйден был республиканцем-пуританином, а потом — с реставрацией Стюартов — перешёл в противоположный лагерь. Помимо блестящих комедий («Модный брак», Marriage A-la-Mode) и трагедий («Всё за любовь», All for Love — переделка шекспировского «Антония и Клеопатры», «Завоевание Гранады», «Эдип» (в соавторстве с Натаниэлом Ли), наибольшую славу среди современников Драйдену принесла аллегорическая сатира на тему дня, направленная против политических противников Стюартов. Драйден работал над созданием английской оперы (он, между прочим, переделал «Потерянный рай» Мильтона в оперу под названием «Невинное состояние»).
Крупнейшее прозаическое произведение Драйдена — «О драматической поэзии» (1668). Относясь с большим уважением к Шекспиру, Бену Джонсону и другим своим крупным предшественникам, Драйден говорит в нём и о «дефектах» в их произведениях с точки зрения «аристотелевского» учения о трёх единствах.
История сохранила яростное противостояние Драйдена с сатириком Джорджом Вильерсом. Коллеги не упускали возможности уязвить друг друга на литературном поприще, и их вражда продолжалась до самой кончины Вильерса в 1687 году, а также поэтом и драматургом Томасом Шедвеллом.
Джон Драйден умер 12 мая 1700 года в городе Лондоне.

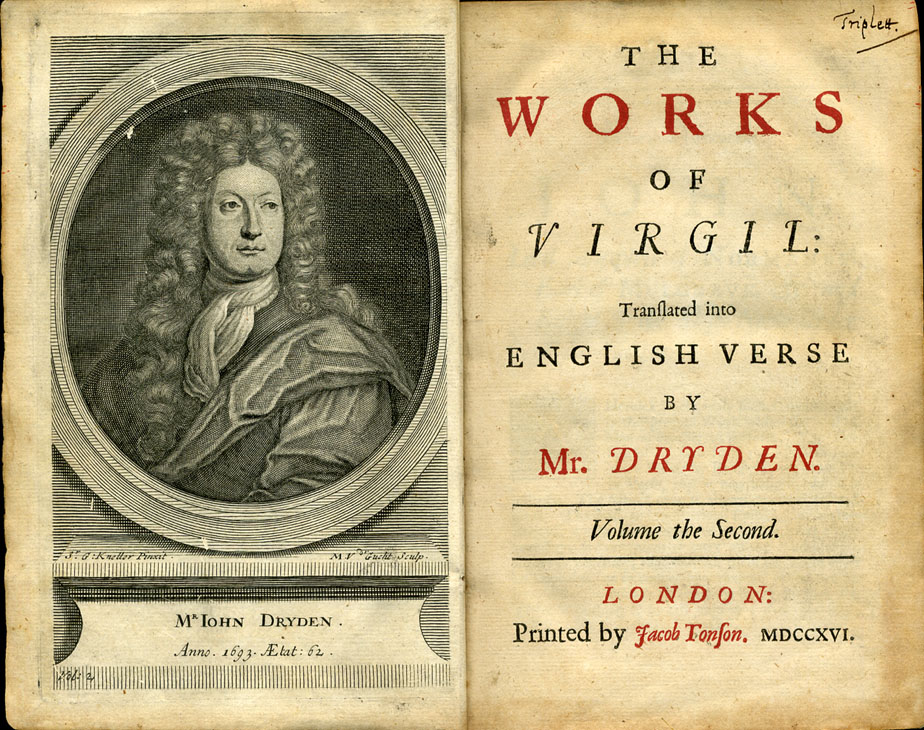
Фронтиспис и титульная страница второго тома сочинений Вергилия в переводе Драйдена, издание 1716 года

## Издания на русском языке
- Джон Драйден Трагедии / перев. с англ. Ильи Кутика. — М.: Водолей, 2023. — 788 с.; ISBN 978-5-91763-606-1